# Buduburam

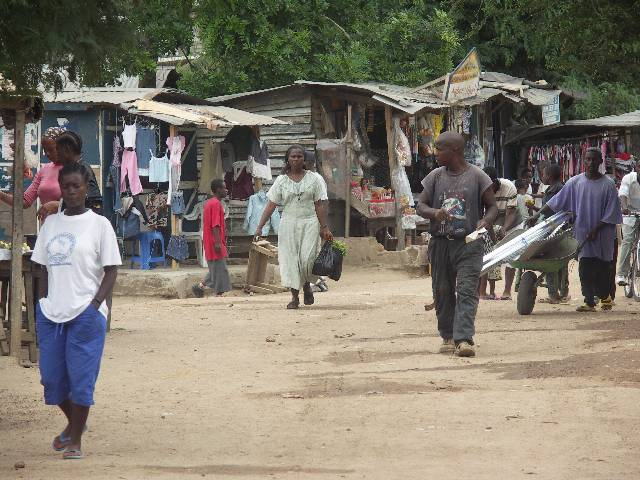
Uprchlický tábor Buduburam

Buduburam je uprchlický tábor ležící 44 km západně od hlavního města Ghany, Akkry. Rozkládá se podél dálnice vedoucí z Akkry do Cape Coast. Otevřel jej Úřad Vysokého komisaře OSN pro uprchlíky v roce 1990. Stal se domovem pro více než 12 000 uprchlíků z Libérie, kteří uprchli ze své země během první liberijské občanské války, která probíhala v letech 1989 až 1996 a během druhé liberijské občanské války, která probíhala v letech 1999 až 2003. Žijí zde i uprchlíci ze Sierry Leone, kteří sem přišli během občanské války v Sieře Leone, která probíhala v letech 1991 až 2002. V táboře pracují liberijské a mezinárodní nevládní skupiny a dobrovolnické organizace. Děti jsou bezplatně vzdělávány v Základní škole Carolyn A. Millerové.
Původní tábor byl založen, aby pomohl Ghaně vyrovnat se s přílivem uprchlíků mířících do této země z Libérie poté, co se k moci dostal Charles Taylor. Úřad Vysokého komisaře OSN pro uprchlíky zpočátku poskytoval obyvatelům tábora individuální pomoc.
V roce 1997 byly v Libérii uspořádány volby, které OSN považovala za dostatečně spravedlivé, aby bylo pro uprchlíky bezpečné vrátit se do vlasti. Následně Úřad Vysokého komisaře OSN pro uprchlíky přerušil svou pomoc liberijským uprchlíkům v Ghaně a tábor přišel o značnou část svých finančních prostředků. V té době se odhadem 3 000 lidí vrátilo do Libérie. Většina se však rozhodla zůstat v Ghaně a Buduburam nadále sloužil jako centrum jejich komunity.
Krátce po volbách v roce 1997 se politická situace v Libérii opět zhoršila a nový příliv liberijských uprchlíků přiměl Úřad Vysokého komisaře OSN pro uprchlíky k návrtu do Buduburamu. Přestože úřad svou pomoc omezil na nezletilé osoby bez doprovodu, staré lidi a osoby se zdravotním postižením, dobrovolnické organizace sponzorovali budování infrastruktury v rámci komunity a financovali další projekty na výstavbu a zajištění vzdělávání. V té době zde žilo více než 38 000 lidí.
Úřad Vysokého komisaře OSN pro uprchlíky se začal v dubnu 2007 pomalu stahovat z tábora. V červnu 2010 byl lidem z tábora oficiálně zrušen status uprchlíků. V únoru 2011 náměstek ghanského ministra informací prohlásil, že Buduburam již není potřeba, a že jeho obyvatelé by měli zvážit návrat do Libérie nebo se usadit v jiné části Ghany. Tábor však nebyl oficiálně zrušen a v roce 2019 zde žilo ještě přibližně 1 300 lidí.
V roce 2000 se v táboře narodil kanadský fotbalista Alphonso Davies, který se v pěti letech přestěhoval do Edmontonu.